# Antiker Bleibergbau

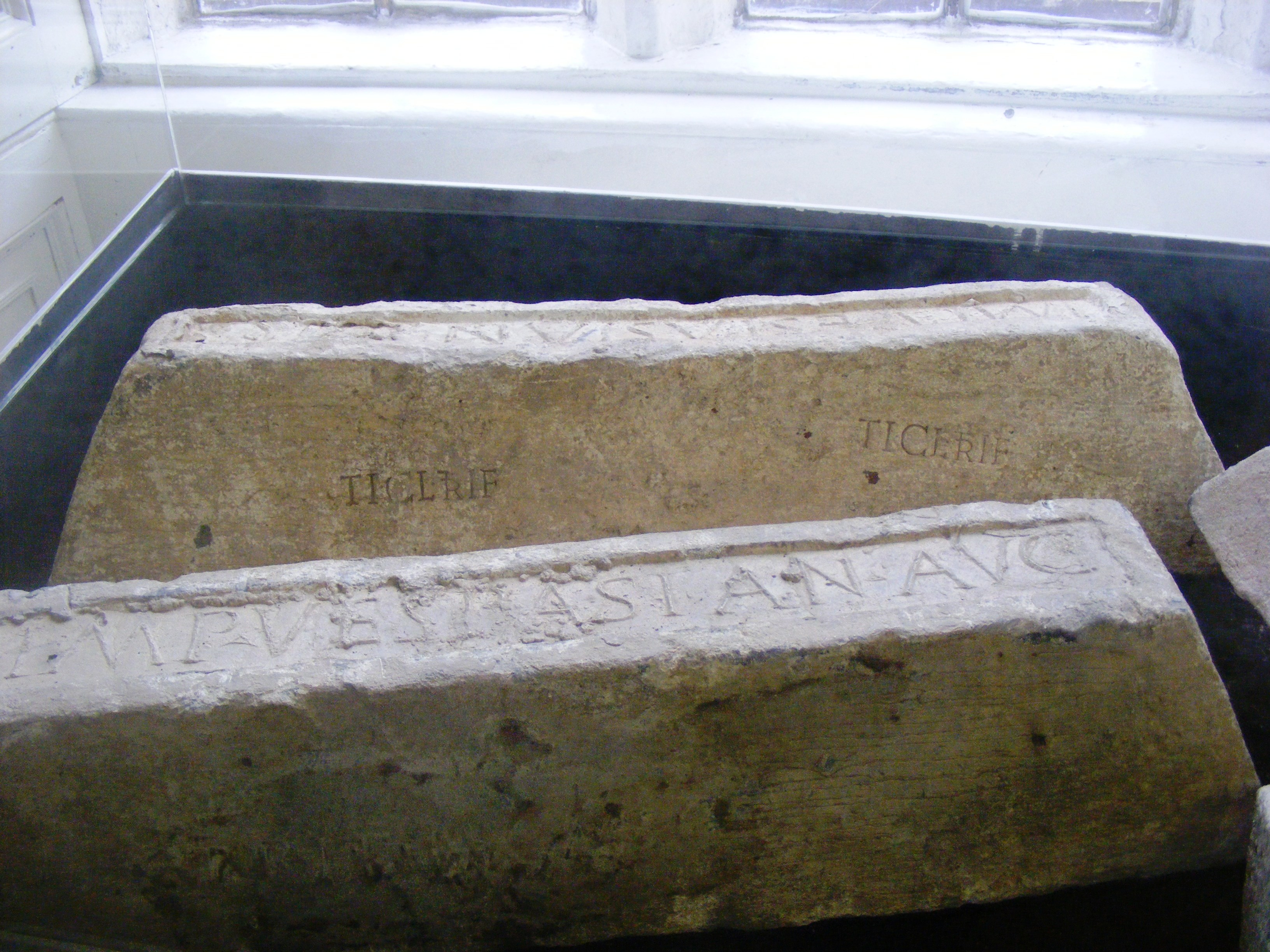
Römische Bleibarren aus der Provinz Britannien im Wells and Mendip Museum in Wells

Blei war in der Römerzeit ein wichtiges Handels- und Gebrauchsgut. Es wurde in Form von Barren von den Bergbaugebieten in die Provinzen des Römischen Reichs verbracht.
In der Antike ging die Bleigewinnung mit der Silbergewinnung einher, bis Blei ein eigenständiges Interesse darstellte. Zu den Verwendungszwecken zählte unter anderem die Fertigung römischer Wasserleitungen, Geschirr, Schiffsverkleidungen.
Man kannte Bleibergwerke unter anderem auf dem Balkan, in England (Odin Mine), Griechenland, Kleinasien, Spanien (Río Tinto), Wales und in Zentraleuropa. Zu den von den Römern genutzten Vorkommen im Bereich Germaniens gehören die Eifel und das Sauerland (Brilon-Fülsenbecke und Brilon-Altenbüren).
Heute sind etwa 3000 Bleibarren erhalten. Mit einer Probe von etwa 20 mg können Bleiisotopenwerte und Spurenelemente bestimmt werden, um Provenienzgebiete einzugrenzen.
Funde wurden unter anderem gemacht:
- im Römerlager Haltern u. a. ein Bleibarren mit der Inschrift CCIII L XIX
- ein Barren 1910 in der Bauerschaft Kutmecke bei Bad Sassendorf-Heppen etwa 3 km nordöstlich von Soest[3]
- in Kornen, Shropshire, fünf Bleibarren mit der Aufschrift IMP HADRIANI AUG

Mit Hilfe der Isotopenanalyse kann es auch gelingen, fertige Erzeugnisse einer Lagerstättenregion und damit einem Bergbaugebiet zuzuweisen. Dies war beispielsweise für römische Bleisärge aus dem Rheinland möglich, das verwendete Blei stammt aus den in der Antike nachweislich genutzten Lagerstätten in der nahe gelegenen Eifel.